# Ciara: The Evolution
Albums de Ciara
Goodies
(2004) Fantasy Ride
(2009)
Singles
1. Get Up
Sortie : 25 juillet 2006
2. Promise
Sortie : 16 octobre 2006
3. Like a Boy
Sortie : 13 février 2007
4. Can't Leave 'em Alone
Sortie : 12 juin 2007

Ciara: The Evolution est le deuxième album studio de Ciara sorti le 5 décembre 2006.

## Liste des pistes
| 1.    | That's Right (featuring Lil Jon)            |  |
| 2.    | Like a Boy                                  |  |
| 3.    | The Evolution of Music (Interlude)          |  |
| 4.    | Promise                                     |  |
| 5.    | I Proceed                                   |  |
| 6.    | Can't Leave 'em Alone (featuring 50 Cent)   |  |
| 7.    | C.R.U.S.H                                   |  |
| 8.    | My Love                                     |  |
| 9.    | The Evolution of Dance (Interlude)          |  |
| 10.   | Make It Last Forever                        |  |
| 11.   | Bang It Up                                  |  |
| 12.   | Get Up (featuring Chamillionaire            |  |
| 13.   | The Evolution of Fashion(Interlude)         |  |
| 14.   | Get In Fit In                               |  |
| 15.   | The Evolution of C (Interlude)              |  |
| 16.   | So Hard                                     |  |
| 17.   | I'm Just Me                                 |  |
| 18.   | I Found Myself                              |  |
| 19.   | Love U Better (Target Bonus Track)          |  |
| 20.   | Adicticted (Bonus Track)                    |  |
| 21.   | Promise Remix (Feat R.Kelly)(Bonus Track)   |  |
| 22.   | Do It (Feat. will.i.am) (Japan Bonus Track) |  |
| 23.   | Insecure                                    |  |
| 70:00 |                                             |  |

## Bonus Dvd
1. Ciara Teach Get Up Dance
2. Get Up Video
3. Ciara teach Promise Dance
4. Promise Video
5. Like A Boy Video

## Certifications
| Pays              | Certification | Unités certifiées |
| ----------------- | ------------- | ----------------- |
| États-Unis (RIAA) | Platine       | 1 000 000         |
| Royaume-Uni (BPI) | Argent        | 60 000            |